# Gymnocalycium schickendantzii subsp. delaetii
Gymnocalycium schickendantzii subsp. delaetii ist eine Unterart der Pflanzenart Gymnocalycium schickendantzii in der Gattung Gymnocalycium aus der Familie der Kakteengewächse (Cactaceae). Das Epitheton delaetii ehrt den belgischen Kaffeeimporteur und Sukkulentenliebhaber Frans de Laet (1866–1928/9) aus Kontich.

## Beschreibung
Gymnocalycium schickendantzii subsp. delaetii wächst einzeln mit glänzend hellgrünen, niedergedrückt kugelförmigen Trieben, die bei Durchmessern von 10 Zentimetern ebensolche Wuchshöhen erreichen. Die fünf bis acht Rippen sind quer gefurcht. Auf ihnen sind nur wenige Areolen je Rippe vorhanden. Die sechs bis sieben auswärts gebogenen und etwas abgeflachten, rötlich grauen bis gelblich braunen Dornen sind 1 bis 1,5 Zentimetern lang.
Die tiefrosafarbenen Blüten sind bis zu 5 Zentimeter lang und weisen einen Durchmesser von 7 Zentimeter auf. Die grünen Früchte sind eiförmig.

## Verbreitung und Systematik
Gymnocalycium schickendantzii subsp. delaetii ist in der argentinischen Provinz Salta in Höhenlagen von 1000 bis 1500 Metern verbreitet. 
Die Erstbeschreibung als Echinocactus delaetii erfolgte 1901 durch Karl Moritz Schumann. Graham Charles stellte die Art 2005 als Unterart zur Art Gymnocalycium schickendantzii. Ein weiteres nomenklatorisches Synonym ist Gymnocalycium delaetii (K.Schum.) Hosseus (1926).

## Nachweise